# Mark Ciavarella
Mark Arthur Ciavarella Jr. (nacido el 3 de marzo de 1950) es un delincuente convicto y exjuez presidente del Tribunal de causas comunes del condado de Luzerne en Wilkes-Barre, Pensilvania, que estuvo involucrado, junto con el juez Michael Conahan, en el "Kids for dinero en efectivo" en 2008  por el cual fue sentenciado a 28 años en una prisión federal en 2011.
- Datos: Q6767076